# Steve Meyer
Steve Meyer (21 de març de 1984, Johannesburg) és un jugador de rugbi sud-africà. Des de la temporada 2006-2007 juga a l'USAP de Perpinyà. Va destacar en l'equip juvenil dels Natals Sharks, els Wildebeest, tot i que posteriorment només va jugar dues vegades a la Currie Cup amb el primer equip per culpa de les lesions que han frenat la seva progressió.